# Тунцајоки
Тунцајоки (рус. Тунтсайоки; фин. Tuntsajoki) финско-руска је река. Протиче преко источних делова округа Лапонија и преко југозапада Мурманске области (и њеног Кандалашког рејона). Спаја се са реком Кутсајоки и заједно чине реку Тумчу. Припада басену Кандалакшког залива Белог мора. Укупна дужина водотока је око 150 km.
Свој ток започиње у брежуљкастом и густим шумама обраслом подручју Веријетунтурит, недалеко од финско-руске границе. Протиче углавном кроз густе шуме, обале су јој доста високе и суве, изузев у једном мањем делу где су ниске и замочварене. Најважнија притока је река Ватсиманјоки, дужине 50 km.